# Eleições parlamentares europeias de 1999 (Itália)
As eleições parlamentares europeias de 1999 na Itália foram realizadas a 13 de Junho e, serviram para eleger os 87 deputados do país para o Parlamento Europeu.

## Resultados Nacionais
| Partidos                | Partidos                           | Votos      | %               | +/-   | Deputados | +/-     |
| ----------------------- | ---------------------------------- | ---------- | --------------- | ----- | --------- | ------- |
|                         | Força Itália                       | 7 813 948  | 25,16 / 100,00  | 5,46  | 22 / 87   | 5       |
|                         | Democratas de Esquerda             | 5 387 729  | 17,34 / 100,00  | 1,72  | 15 / 87   | 1       |
|                         | Aliança Nacional - Pacto Segni     | 3 194 661  | 10,28 / 100,00  | 5,45  | 9 / 87    | 5       |
|                         | Lista Emma Bonino                  | 2 625 881  | 8,45 / 100,00   | 6,32  | 7 / 87    | 5       |
|                         | Os Democratas                      | 2 402 435  | 7,73 / 100,00   | Novo  | 6 / 87    | Novo    |
|                         | Liga Norte                         | 1 391 595  | 4,48 / 100,00   | 2,06  | 4 / 87    | 2       |
|                         | Partido da Refundação Comunista    | 1 327 327  | 4,27 / 100,00   | 1,8   | 4 / 87    | 1       |
|                         | Partido Popular Italiano           | 1 316 830  | 4,24 / 100,00   | 5,76  | 4 / 87    | 4       |
|                         | Centro Cristão Democrático         | 805 320    | 2,59 / 100,00   | Novo  | 2 / 87    | Novo    |
|                         | Socialistas Democráticos Italianos | 670 957    | 2,16 / 100,00   | 0,37  | 2 / 87    | Estável |
|                         | Democratas Cristãos Unidos         | 669 919    | 2,16 / 100,00   | Novo  | 2 / 87    | Novo    |
|                         | Partido dos Comunistas Italianos   | 622 261    | 2,00 / 100,00   | Novo  | 2 / 87    | Novo    |
|                         | Federação dos Verdes               | 548 987    | 1,77 / 100,00   | 1,43  | 2 / 87    | 1       |
|                         | UDEUR                              | 498 742    | 1,61 / 100,00   | Novo  | 1 / 87    | Novo    |
|                         | Chama Tricolor                     | 496 030    | 1,60 / 100,00   | Novo  | 1 / 87    | Novo    |
|                         | Renovamento Italiano               | 353 890    | 1,14 / 100,00   | Novo  | 1 / 87    | Novo    |
|                         | Partido dos Pensionistas           | 233 874    | 0,75 / 100,00   | -     | 1 / 87    | -       |
|                         | PRI - FdL                          | 168 620    | 0,54 / 100,00   | 0,36  | 1 / 87    | Estável |
|                         | Partido Popular Sul Tirolês        | 156 005    | 0,50 / 100,00   | 0,12  | 1 / 87    | Estável |
|                         | Outros                             | 377 415    | 1,20 / 100,00   |       | 0 / 87    |         |
| Votos inválidos         | Votos inválidos                    | 3 296 913  | 9,65 / 100,00   | 1,94  |           |         |
| Total                   | Total                              | 34 359 339 | 100,00 / 100,00 |       | 87 / 87   |         |
| Eleitorado/Participação | Eleitorado/Participação            | 49 278 309 | 69,73 / 100,00  | 3,87  |           |         |
| Fonte                   | Fonte                              | [ 1 ]      | [ 1 ]           | [ 1 ] | [ 1 ]     | [ 1 ]   |